# Rudolf Trost
Rudolf Trost (Graz, 27 agosto 1940) è un ex schermidore austriaco, vincitore di una medaglia di bronzo ai campionati mondiali di scherma.